# 美国军事顾问团公寓旧址
美国军事顾问团公寓旧址，俗称AB大楼，位于江苏省南京市鼓楼区北京西路67号，1946年至1949年间为美军顾问团的公寓。A、B楼现分别为融通旅发南京华东饭店的东苑和西苑。

## 历史
1946年2月，驻华美军顾问团于南京成立，在北京西路和西康路征地建造公寓。公寓由赵深、陈植、童寯三人设计，分A楼和B楼。
1949年，中共南京市委在此办公。1950年被华东军区接管，改为华东饭店。
2011年12月19日，公布为第七批江苏省文物保护单位。